# Heinz Renkewitz
Heinz Renkewitz (* 4. Oktober 1902 in Straßburg, Elsass; † 28. Dezember 1974 in Holzschlag; gebürtig Heinrich Gottfried Renkewitz) war ein deutscher evangelischer Theologe der Brüder-Unität. D. D. steht für Divinitatis Doctor.

## Leben
Heinz Renkewitz wurde in Straßburg (Elsass) als zweiter Sohn von Alfred und Pauline (geborene Binder) Renkewitz geboren. Von 1908 bis 1911 besuchte er die Knabenschule in Gnadenberg in Schlesien und von 1911 bis 1912 die Mittelschule und Gymnasium in Bunzlau. Von 1912 bis 1914 besuchte er bis Ostern die Ortsschule in Christiansfeld, anschließend die Knabenanstalt in Niesky und ab Ostern 1916 das Pädagogium in Niesky, bevor er 1918 in das Gymnasium in Hadersleben ging. Ab Juni 1920 besuchte er dann die Katedralskole (deutsche Abtei) in Hadersleben, wo er Ostern 1921 seine Reifeprüfung ablegte.
Von Ostern 1921 war er bis 30. Juni 1924 im Theologischen Seminar in Herrnhut. Im Wintersemester 1924/25 studierte er an der Universität Göttingen. Vom Sommersemester 1925 an studierte er an der Universität Leipzig als Vorbereitung für eine Dozentur in Kirchengeschichte bis zum Wintersemester 1926/27. Am 15. März 1927 trat er sein Amt als Brüderpfleger in Niesky an. Seine 2. theologische Prüfung bestand er am 17. November desselben Jahres.
Im Juni 1928 wurde er als Dozent für die Kirchen- und Brüdergeschichte ans Theologische Seminar in Herrnhut berufen, wobei er noch seiner Tätigkeit als Brüderpfleger nachging. Am 24. Juni 1928 wurde Heinz Renkewitz in Niesky zum Diaconus ordiniert und trat am 17. Oktober sein Amt in Herrnhut an.
Am 26. März 1933 heiratete er Erika Nonning in Ratzeburg/Lauenburg, mit der er fünf Kinder hatte. In Leipzig bestand er am 5. Juli 1935 erfolgreich seine Lizentiatenprüfung. Schriftverwalter des „Herrnhut“ wurde er am 1. April 1937. Am 29. Mai desselben Jahres wurde er von der Synode der Europäisch-Festländischen Provinz in die Unitätsdirektion ins Dezernat Ortsgemeinen, Auswärtige, Diaspora, dazu speziell das brüderische Gewerbe, die brüderische Jugend und die Gemeinmusik gewählt.
Noch am 1. September desselben Jahres trat er sein Amt in der Deutschen Unitätsdirektion (D.U.D.) an. Zum Heeresdienst wurde er vom 1. August 1940 bis zum 24. Februar 1942 eingezogen, wonach er wieder in sein Amt zurückkehrte. Nach dem Tode von Br. Rüffer wurde er im August 1943 auch stellvertretender Prediger der Berliner Gemeinden in der Berliner Friedrichstadt und Neukölln. Am 16. Mai 1944 wurde er erneut in den Heeresdienst als Kriegspfarrer eingezogen.
Nach seiner Rückkehr aus dem Krieg im August 1945 wurde er Kurpfarrer in Bad Boll und war zugleich tätig als Mitglied von D.U.D. im westlichen Besatzungsgebiet. In Bad Boll wurde er am 20. Oktober 1945 zum Presbyter ordiniert. 1948 wurde er in den Zentralausschuss des Weltrates der Kirchen (ÖKR) gewählt. Erster Vorsitzender der Direktion wurde er 1949 in Bad Boll.
Im Jahre 1954 trat er aus der leitenden Behörde der DBU (Deutsche Brüder-Unität) aus und erhielt von der Synode den Sonderauftrag, sich den wissenschaftlichen Arbeiten auf dem Gebiet der Zinzendorf-Forschung, der Brüdergeschichte, der Förderung des studentischen Nachwuchses und der Vertretung in der Ökumene zu widmen. Noch im selben Jahr wählte ihn die Evangelische Kirche in Hessen und Nassau als Theologischen Studienleiter an ihre Evangelische Akademie in Arnoldshain. Zunächst galt dies für die Dauer eines Jahres; er wurde dazu vom Gemeindienst beurlaubt. Sein Amtsantritt in Arnoldshain erfolgte am 1. Oktober 1954. Am 1. Oktober 1955 ging er in den Dienst der Hessischen Landeskirche über.
Vom 13. August bis zum 10. September 1957 nahm er an der Generalsynode der Brüder-Unität in Bethlehem (Pennsylvania) teil, wo er noch im Frühjahr 1962 Gastvorlesungen hielt. 1961 nahm er an der Vollversammlung des Ökumenischen Rates der Kirchen in Neu-Delhi teil und wurde Leiter des Arbeitskreises für die Zinzendorfforschung in der Kommission zur Erforschung des Pietismus. Er war Mitglied der Christlichen Friedenskonferenz und Teilnehmer der I. Allchristlichen Friedensversammlung, die 1961 in Prag stattfand.
Im November des Jahres 1967 siedelte er mit seiner Familie nach Holzschlag um und trat am 30. Juni 1968 in den Ruhestand. Mit 72 Jahren starb Heinz Renkewitz am 28. Dezember 1974 in Holzschlag an einem Herzinfarkt.

## Mitgliedschaften
Heinz Renkewitz war Mitglied in folgenden Gesellschaften:
- Siedlungsgesellschaft des Hilfswerkes der EKiD
- Zentralkomitee des Ökumenischen Rates
- Ökumenisches Komitee Stuttgart
- Faith and Order Commission
- Deutscher Ökumenischer Studienausschuss
- Christliche Friedenskonferenz (CFK)

## Sprachen
Heinz Renkewitz sprach folgende Sprachen fließend:
1. Deutsch
2. Dänisch
3. Englisch
4. Französisch
5. Griechisch
6. Hebräisch

## Veröffentlichungen
- Allianz und Ökumene. Anker-Verlag, 1956.
- Hochmann von Hochau. Luther-Verlag, 1969.
- Hochmann von Hochenau. Quellenstudien zur Geschichte des Pietismus. 1969, ISBN 3-7858-0015-0.
- Von den Zedern des Libanon bis zum Toten Meer. Appel, 1954.
- Die Brüdergemeine, ihr Auftrag und ihre Gestalt. Verlag J. F. Steinkopf, 1949.
- Zinzendorf. 2. Auflage Herrnhut 1939.
- War Zinzendorf Spiritualist?
- Mit Ernst Benz: Zinzendorf-Gedenkbuch. Evangelisches Verlagswerk, 1951.
- Zinzendorfs Wort an uns heute. Appel, 1952.
- Im Gespräch mit Zinzendorfs Theologie. Vorträge aus dem Nachlass, 4. Beiheft. 1981, ISBN 3-8048-4208-9.
- Die Losungen. Witting 1953.
- Die Losungen. Entstehung und Geschichte eines Andachtbuches. ISBN 978-3-8048-4069-0.
- Die Brüdergemeine.
- Die Brüder-Unität. Evangelisches Verlagswerk, 1967.
- Der diakonische Gedanke im Zeitalter des Pietismus.
- Die Kirchen auf dem Wege zur Einheit. Gütersloher Verlagshaus G. Mohn, 1964.
- Mitarbeiter der Zeitwende. (Die neue Furche)